# Chiesa di Sant'Ippazio
La chiesa di Sant'Ippazio è la chiesa madre e parrocchiale di Tiggiano, in provincia di Lecce e diocesi di Ugento-Santa Maria di Leuca; fa parte del forania di Tricase. La chiesa ospita le reliquie di S. Ippazio patrono del paese.

## Storia
La precedente chiesa tiggianese, risalente alla seconda metà del XVI secolo, venne costruita per volere della famiglia feudataria degli Arcella.
La nuova parrocchiale a tre navate fu edificata nel Settecento con forme più grandi rispetto al luogo di culto cinquecentesco; la facciata venne ultimata nel 1791 con il completamento del timpano.
Tra il 2011 e il 2012 la chiesa venne interessata da un ampio intervento di restauro e di rinnovamento: si provvide infatti ad adeguarla alle norme postconciliari, a posare il nuovo pavimento, a ripulire le facciate e a rifare l'impianto sonoro e quello elettrico.

## Descrizione

### Esterno
La facciata a capanna della chiesa, rivolta a occidente, è suddivisa da una cornice marcapiano in due registri: quello inferiore presenta al centro il portale d'ingresso riccamente decorato, risalente al 1758, mentre quello superiore è caratterizzato da una finestra a foggia di lira ed è coronato dal timpano mistilineo al centro del quale si apre una nicchia ospitante una statua di Sant'Ippazio.
Annesso alla parrocchiale è il campanile a base quadrata, la cui cella presenta una monofora per lato ed è coronata dal lanternino.

### Interno
L'interno dell'edificio, la cui pianta è a croce latina, è suddiviso in tre navate da pilastri abbelliti da lesene e sorreggenti degli archi a tutto sesto sopra i quali corre la cornice modanata e aggettante su cui si impostano le volte a stella; al termine dell'aula si sviluppa il presbiterio, rialzato di alcuni gradini, ospitante l'altare maggiore e chiuso dall'abside di forma quadrangolare. A lato dell'altare c'è la statua e il quadro di S. Ippazio e sotto riposano le reliquie del santo.
Qui sono conservate diverse opere di pregio, tra le quali la pala con soggetto il Beato Alessandro Sauli, eseguita dal ruffanese Saverio Lillo nel XVIII secolo, il quadro raffigurante la Madonna di Costantinopoli, risalente al Cinquecento, il fonte battesimale cinquecentesco e la tela ritraente la Madonna del Rosario, dipinta nel XVII secolo.